# Dyskografia Lawona Wolskiego
Strona zawiera kompletną dyskografię białoruskiego muzyka Lawona Wolskiego jako członka zespołów Mroja, N.R.M., Krambambula i Zet oraz artysty solowego.

## Albumy studyjne
| Rok  | Zespół      | Dane dot. albumu | Źródło |
| ---- | ----------- | --- | ------ |
| 1986 | Mroja       | Stary chram - Oryginalna pisownia tytułu: Стары храм                                                                                      | [ 1 ]  |
| 1987 | Mroja       | Zrok - Oryginalna pisownia tytułu: Зрок                                                                                                   | [ 1 ]  |
| 1988 | Mroja       | Studyja BM - Oryginalna pisownia tytułu: Студыя БМ                                                                                        | [ 1 ]  |
| 1989 | Mroja       | Dwaccać wośmaja zorka - Oryginalna pisownia tytułu: Дваццаць восьмая зорка - Wydawca: Miełodija                                           | [ 1 ]  |
| 1990 | Mroja       | Bijapole - Oryginalna pisownia tytułu: Біяполе                                                                                            | [ 1 ]  |
| 1995 | N.R.M.      | ŁaŁaŁaŁa - Wydawca: Kowczeg | [ 2 ]  |
| 1996 | N.R.M.      | Odzirydzidzina - Oryginalna pisownia tytułu: Одзірыдзідзіна - Wydawca: Kowczeg                                                            | [ 3 ]  |
| 1998 | N.R.M.      | Pašpart hramadzianina N.R.M. - Oryginalna pisownia tytułu: Пашпарт грамадзяніна N.R.M. - Data wydania: 29 grudnia 1998 - Wydawca: Kowczeg | [ 4 ]  |
| 2000 | N.R.M.      | Try čarapachi - Data wydania: jesień 2000 - Wydawca: Bulba Records                                                                        | [ 5 ]  |
| 2000 | Zet         | Z Nowym hodam! - Oryginalna pisownia tytułu: З Новым годам! - Data wydania: 31 grudnia 2000 - Wydawca: Kowczeg                            | [ 6 ]  |
| 2002 | Krambambula | Zastolny albom - Oryginalna pisownia tytułu: Застольны альбом - Wydawca: West Records                                                     | [ 7 ]  |
| 2002 | N.R.M.      | Dom kultury - Data wydania: 24 grudnia 2002 - Wydawca: West Records                                                                       | [ 8 ]  |
| 2003 | Krambambula | Krambambula 1 i 1/2. Karali rajonu - Oryginalna pisownia tytułu: Крамбамбуля 1 і 1/2. Каралі раёну - Wydawca: West Records                | [ 9 ]  |
| 2004 | Krambambula | Radyjo Krambambula 0,33 FM - Oryginalna pisownia tytułu: Радыё Крамбамбуля 0,33 FM                                                        | [ 10 ] |
| 2006 | Zet         | Radzima.com - Data wydania: czerwiec 2006 - Wydawca: GO Records                                                                           | [ 11 ] |
| 2007 | N.R.M.      | 06 - Oryginalna pisownia tytułu: 06 - Data wydania: 19 maja 2007                                                                          | [ 12 ] |
| 2007 | Krambambula | Światocznaja - Oryginalna pisownia tytułu: Сьвяточная - Data wydania: maj 2007 - Wydawca: Go Records                                      | [ 13 ] |
| 2008 | solo        | Kuplety i prypiewy - Oryginalna pisownia tytułu: Куплеты і прыпевы - Data wydania: 16 kwietnia 2008 - Wydawca: West Records               | [ 14 ] |
| 2010 | solo        | Biełaja jabłynia hromu - Oryginalna pisownia tytułu: Белая яблыня грому - Data wydania: marzec 2010 - Wydawca: Go Records                 | [ 15 ] |
| 2011 | Krambambula | Drabadzi-drabada - Data wydania: 27 grudnia 2011 - Wydawca: West Records                                                                  | [ 16 ] |
| 2014 | solo        | Hramadaznaŭstva - Data wydania: 25 marca 2014 - Wydawca: Piarszak                                                                         | [ 17 ] |
| 2015 | Krambambula | Czyrwony sztral - Oryginalna pisownia tytułu: Чырвоны штраль - Data wydania: 14 października 2015 - Wydawca: Piarszak                     | [ 18 ] |
| 2016 | solo        | Psychasamatyka - Data wydania: 15 listopada 2016                                                                                          | [ 19 ] |
| 2019 | solo        | Hravitacyja - Data wydania: 7 lutego 2019                                                                                                 | [ 20 ] |
| 2020 | solo        | Ameryka - Data wydania: 15 kwietnia 2020                                                                                                  | [ 21 ] |
| 2021 | solo        | Trybunał - Data wydania: 25 marca 2021 | [ 22 ] |

## Albumy nagrane wspólnie z innymi wykonawcami
| Rok  | Dane dot. albumu | Źródło        |
| ---- | --- | ------------- |
| 1997 | Narodny Albom - Wydawca: Kowczeg                                                                                              | [ 23 ] [ 24 ] |
| 2000 | Światy wieczar 2000 - Oryginalna pisownia tytułu: „Сьвяты вечар 2000”                                                         | [ 25 ]        |
| 2000 | Ja naradziusia tut - Oryginalna pisownia tytułu: „Я нарадзіўся тут” - Data wydania: 19 grudnia 2000                           | [ 26 ]        |
| 2009 | Takoha niama nidzie - Oryginalna pisownia tytułu: „Такога няма нідзе” - Data wydania: 30 grudnia 2009 - Wydawca: West Records | [ 27 ]        |
| 2015 | 25 AB-BA Arkiestr - Oryginalna pisownia tytułu: „25 АБ-БА Аркестр” - Wydawca: Tuzin.fm                                        | [ 28 ]        |

## Albumy koncertowe
| Rok  | Zespół | Dane dot. albumu                                                                       | Źródło |
| ---- | ------ | -------------------------------------------------------------------------------------- | ------ |
| 1999 | N.R.M. | Akustyčnyja kancerty kanca XX stahodździa - Data wydania: luty 1999 - Wydawca: Kowczeg | [ 29 ] |

## Kompilacje
| Rok  | Zespół      | Dane dot. albumu | Źródło |
| ---- | ----------- | --- | ------ |
| 1992 | Mroja       | Lepszyja pieśni z albomau 1988–1990 - Oryginalna pisownia tytułu: Лепшыя песьні з альбомаў 1988—1990 - Wydawca: Kowczeg | [ 30 ] |
| 1993 | Mroja       | Wybranyja pieśni 1989–1993 - Oryginalna pisownia tytułu: Выбраныя песьні 1989—1993 - Wydawca: ZBS                       | [ 31 ] |
| 1997 | N.R.M.      | Made in N.R.M. - Data wydania: 1 lutego 1997 - Wydawca: Pan-riekords                                                    | [ 32 ] |
| 2004 | N.R.M.      | Spravazdača 1994–2004 - Data wydania: 8 lutego 2004 - Wydawca: West Records                                             | [ 33 ] |
| 2005 | Krambambula | Krambambula - Oryginalna pisownia tytułu: Крамбамбуля - Wydawca: Moon Records                                           | [ 34 ] |
| 2007 | Krambambula | The Best albo Belarusian Disco - Wydawca: West Records                                                                  | [ 35 ] |

## Single
| Rok  | Zespół      | Dane dot. singla | Źródło |
| ---- | ----------- | --- | ------ |
| 2000 | N.R.M.      | Samotnik - Data wydania: 10 kwietnia 2000 | [ 26 ] |
| 2007 | Krambambula | Dolce Vita - Data wydania: 10 grudnia 2007 | [ 36 ] |
| 2010 | Krambambula | Raz-dwa-try – usie za stoł! - Oryginalna pisownia tytułu: Раз-два-тры – усе за стол! - Data wydania: sierpień 2010                                                                                            | [ 37 ] |
| 2010 | solo        | „Vive le matin” - Singel zawiera ponadto białoruskojęzyczną wersję utworu - Data wydania: 15 grudnia 2010 | [ 38 ] |
| 2011 | solo        | „Wiera. Nadzieja. Lubou” - Utwór nagrany w duecie z Hanną Chitryk - Oryginalna pisownia tytułu: „Вера. Надзея. Любоў” - Data wydania: 22 marca 2011                                                           | [ 39 ] |
| 2017 | Krambambula | „Partyzany kaladnaha lesu” - Oryginalna pisownia tytułu: „Партызаны каляднага лесу” - Data wydania: 14 grudnia 2017                                                                                           | [ 40 ] |
| 2018 | solo        | „Hieroi nie pamirajuć” - Oryginalna pisownia tytułu: „Героі не паміраюць” - Data wydania: 22 marca 2018 | [ 41 ] |
| 2018 | solo        | „Lohkija-lohkija” - Utwór jest nową wersją piosenki z albumu Dom kultury N.R.M. - Data wydania: 13 kwietnia 2018                                                                                              | [ 42 ] |
| 2020 | solo        | „Iržavaja dziaržava” - Data wydania: 31 lipca 2020 | [ 43 ] |
| 2020 | solo        | „Dychajem znou” - Oryginalna pisownia tytułu: „Дыхаем зноў” - Utwór nagrany w duecie z Uładzimirem Puhaczem - Data wydania: 5 sierpnia 2020                                                                   | [ 44 ] |
| 2020 | solo        | „Worahi narodu” - Oryginalna pisownia tytułu: „Ворагі народу” - Data wydania: 18 września 2020 | [ 45 ] |
| 2021 | solo        | „Tolki dla ciabie” - Utwór jest nową wersją piosenki z albumu 06 N.R.M. - Data wydania: 23 marca 2021 | [ 46 ] |
| 2022 | solo        | „Herojam sława!” - Oryginalna pisownia tytułu: „Героям слава!” - Utwór nagrany razem z Tomaszem Organkiem, Juryjem Stylskim, Alaksandrem Pamidorauem i Warsaw Freedom Orchestra - Data wydania: 28 marca 2022 | [ 47 ] |

## Ścieżki dźwiękowe
| Rok  | Zespół | Dane dot. ścieżki dźwiękowej                                        | Źródło |
| ---- | ------ | ------------------------------------------------------------------- | ------ |
| 2012 | solo   | Żywie Biełaruś! - Data publikacji ścieżki dźwiękowej: kwiecień 2013 | [ 48 ] |